# 2002 AA29 (planetka)

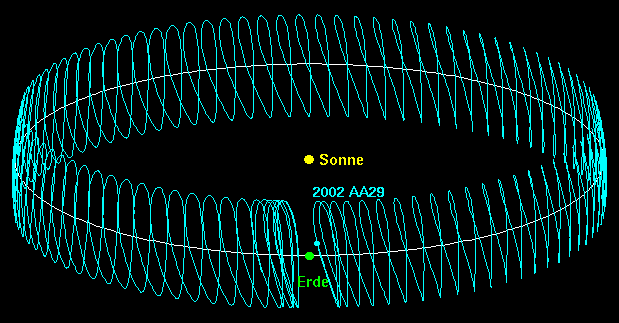
Oběžná trajektorie 2002 AA_{29} kolem oběžné dráhy Země během 95 let

2002 AA29 je 50–100 metrů velký asteroid, přesněji kvazisatelit Země. Kolem své osy se otočí za 33 minut, tedy tak rychle, že odstředivá síla na jeho povrchu je větší než gravitace, tudíž musí sestávat z jednoho kompaktního kusu.